# Musée des Sciences et de l'Industrie de Chicago
Le musée des Sciences et de l'Industrie connu sous l'acronyme MSI (en anglais : Museum of Science and Industry) est situé à Jackson Park, un vaste parc public de la ville de Chicago (Illinois), dans le secteur de Hyde Park. Il a été aménagé dans le palais des Beaux-Arts (en anglais : Fine Arts Building) de l'Exposition universelle de 1893. Le musée est la quatrième plus importante attraction culturelle de Chicago.
Dans un sondage de 2005, les lecteurs du Chicago Tribune ont élu le musée des Sciences et de l'Industrie comme l'une des « sept merveilles de Chicago », derrière le lac Michigan, le Wrigley Field, le métro de Chicago, la Willis Tower, la Water Tower et l'université de Chicago.

## Histoire
Le palais des Beaux-Arts fut conçu par Charles B. Atwood, contrairement aux autres bâtiments de la « Cité blanche » (en anglais : White City), sa façade a été réalisée en briques et recouverte de plâtre. Après l'Exposition universelle de 1893, il a abrité le Columbian Museum avant de devenir le musée Field d'histoire naturelle.
Lorsqu'un nouveau musée Field ouvrit ses portes en 1920, l'ancien site resta vacant. Le professeur Lorado Taft, de l'Art Institute of Chicago, fit campagne pour la restauration du bâtiment et sa transformation en un nouveau musée d'art, consacré à la sculpture. Quelques années plus tard, le bâtiment fut choisi pour abriter le nouveau musée des sciences. 
Au cours de sa reconversion en musée des sciences, l'extérieur du bâtiment fut refait en pierre calcaire, tout en conservant son style Beaux-Arts de 1893, tandis que l'intérieur, dessiné par Alfred P. Shaw (en) (1895-1970), fut refait dans le style « paquebot ».